# Sandvík (vik i Island, Västfjordarna)
Sandvík är en vik i republiken Island.   Den ligger i regionen Västfjordarna, i den nordvästra delen av landet, 260 km norr om huvudstaden Reykjavík.